# Victor Lindgren
Victor Lindgren (n. 16 mai 2003, Sjöbo, comitatul Scania, Suedia) este un trăgător de tir ce a reprezentat Suedia, medaliat olimpic. A participat la 1 ediție a Jocurilor Olimpice (2024) în care a câștigat 1 medalie de argint.

## Participări
Lista de mai jos prezintă principalele competiții la care a participat Victor Lindgren de-a lungul carierei.
- Tir la Jocurile Olimpice de vară din 2024 - pușcă cu aer comprimat 10 m (masculin)